# Hendrik Arend Beusekamp
Hendrik Arend Beusekamp (Rotterdam, 27 december 1916 - Emmen, 21 juli 2000) was een Nederlands burgemeester voor de PvdA.

## Levensloop
Beusekamp werd geboren als zoon van Hendrik Jan Beusekamp en Arendiena Johanna Westerhof. Na het behalen van zijn HBS diploma ging hij in de avonduren economie studeren waarbij zijn interesse vooral uitging naar staatsrechtelijke vraagstukken. In 1950 werd hij benoemd tot burgemeester van Lochem waar hij zich o.a. met succes inzette voor de bevordering van de werkgelegenheid. In 1964 werd Beusekamp burgemeester van Emmen waar hij zich eveneens volop inzette voor verdere industrialisatie en daarmee vergroting van de werkgelegenheid. In 1971 werd hij door de toenmalige commissaris van de Koningin van Groningen, Edzo Toxopeus gevraagd om burgemeester van Groningen te worden, welk aanbod hij na langdurig beraad afsloeg. Eind jaren zeventig was Beusekamp een van de stuwende krachten van het verzet van (vooral noordelijke PvdA-)burgemeesters tegen de ideeën die er in hun partij leefden over de wenselijkheid van gekozen burgemeesters en een vaste bijdrage aan de partijkas. Beusekamp was van mening dat een burgemeester niet primair een politicus is, maar boven de partijen hoort te staan en het vertrouwen van allen dient te genieten. Beusekamp bleef in Emmen tot zijn pensionering in december 1981.
Beusekamp was vanaf 1942 gehuwd met mr. Johanna Jacoba Bier met wie hij in 1955 een dochter, Pauline, kreeg.

## Onderscheidingen
- Bij zijn vertrek uit Lochem werd Beusekamp benoemd tot ereburger van deze stad.
- In 1975 werd Beusekamp benoemd tot Officier in de Orde van Oranje-Nassau.
- In 1981 werd hij benoemd tot Ridder in de Orde van de Nederlandse Leeuw.

## Trivia
De Beusekamplaan in Lochem is naar Hendrik Arend Beusekamp genoemd.